# Port lotniczy Jinja
Port lotniczy Jinja – port lotniczy zlokalizowany w ugandyjskim mieście Jinja. Obsługuje połączenia krajowe.

## Linie lotnicze i połączenia
| Linia Lotnicza      | Kierunek   |
| ------------------- | ---------- |
| BAR Aviation Uganda | 1. Entebbe |
| Aerolink Uganda     | 1. Entebbe |